# The White Rose (1923)
The White Rose is een Amerikaanse dramafilm uit 1923 onder regie van D.W. Griffith. De film werd destijds in Nederland uitgebracht onder de titel De witte roos.

## Verhaal
De rijkeluiszoon Joseph Beaugarde studeert af van het seminarie. Alvorens de leiding te nemen over de hem toegewezen parochie besluit hij eerst nog de echte wereld te verkennen. In New Orleans wordt hij verliefd op het knappe, eenvoudige weesmeisje Bessie Williams. Zij wordt al vlug zwanger van zijn kind.

## Rolverdeling
| Acteur              | Personage          |
| ------------------- | ------------------ |
| Mae Marsh           | Bessie Williams    |
| Carol Dempster      | Marie Carrington   |
| Ivor Novello        | Joseph Beaugarde   |
| Neil Hamilton       | John White         |
| Lucille La Verne    | Tante Easter       |
| Porter Strong       | Apollo             |
| Jane Thomas         | sigarenverkoopster |
| Kate Bruce          | tante van John     |
| Erville Alderson    | man van de wereld  |
| Herbert Sutch       | bisschop           |
| Joseph Burke        | huisbaas           |
| Mary Foy            | huisbazin          |
| Charles Emmett Mack | gast in de herberg |